# Anolis vanzolinii
Espèce
Synonymes
- Phenacosaurus vanzolinii Williams, Orcés, Matheus & Bleiweiss, 1996
- Dactyloa vanzolinii (Williams, Orcés, Matheus & Bleiweiss, 1996)

Anolis vanzolinii est une espèce de sauriens de la famille des Dactyloidae. 

## Répartition
Cette espèce est endémique de la province de Sucumbíos en Équateur.

## Étymologie
Cette espèce est nommée en l'honneur de Paulo Emilio Vanzolini.

## Publication originale
- Williams, Orcés, Matheus & Bleiweiss, 1996 : A new giant phenacosaur from Ecuador. Breviora, no 505, p. 1-32 (texte intégral).